# Eduard Lucerna
Eduard Lucerna (* 11. November 1869 in Klagenfurt; † 26. November 1944 in Gries bei Bozen) war ein österreichischer Komponist.

## Leben
Der Sohn eines Militärbeamten studierte in Graz Pharmazie und arbeitete danach als Apotheker in Villach, Spittal an der Drau und in Bludenz. 1900 erwarb er die Kurapotheke in Gries bei Bozen, wo er bis zu seinem Tode lebte.
Von seiner Mutter, die selbst Klavier spielte und komponierte, musikalisch erzogen, lernte er Violine, Bratsche, Cello und Klavier sowie Pauke zu spielen. In Bozen war er als Bratschist in Kammermusik-Ensembles tätig und komponierte zahlreiche Werke, vor allem Kammermusik, Chorwerke und Lieder. Zu seinem Schaffen gehören zudem Symphonien, Symphonische Dichtungen und andere Werke für Orchester. Zu seiner Oper Zlatorog hat seine Schwester Camilla Lucerna (1868–1963) das Libretto geschrieben. Er forschte auf dem Gebiet der Volksmusik.
Nur wenige seiner Werke liegen in gedruckter Form vor. Die Autographen werden in der Bibliothek des Benediktinerstiftes Muri-Gries aufbewahrt, Lucernas Memoiren in der Albertina in Wien. Von seinem Konzert für Streicher in H-Dur liegt eine Aufnahme auf Schallplatte vor.

## Ehrungen
- 1943: Mozart-Preis der Johann Wolfgang von Goethe-Stiftung für Spezialleistungen deutschen Geistesschaffens in den deutschem Grenzräumen